# Mexiko (KZ Auschwitz)
Mexiko bezeichnet im KZ Auschwitz-Birkenau die teilweise ausgebaute Lagererweiterung B III. Insgesamt waren im Zuge der Errichtung des KZ Auschwitz-Birkenau vier Bauabschnitte geplant, von denen B I und B II errichtet wurden. Die Arbeiten am Bauabschnitt B III wurden im April 1944 unfertig beendet und der Bauabschnitt B IV nie realisiert. Im Lagerjargon wurde der Bauabschnitt B III als „Mexiko“ bezeichnet, da die dort untergebrachten Häftlinge lediglich bunte Decken trugen, die aus dem Effektenlager Kanada stammten. Nach dem ehemaligen Auschwitzhäftling Hermann Langbein wurde dieses „bunte Bild“ in Auschwitz  mit Mexiko in Zusammenhang gebracht.

## Nutzung als Durchgangslager
Nachdem ab Mai 1944 tausende aus Ungarn deportierte Juden in Auschwitz ankamen, wurden die Menschen der ankommenden Transporte aufgrund der hohen Anzahl nicht mehr umgehend selektiert, sondern in Lagerabschnitte des KZ Auschwitz-Birkenau eingewiesen, die als „Durchgangslager“ dienten. Die Männer wurden in das ehemalige „Zigeunerlager“ B IIe verbracht und die Frauen in die Lagerabschnitte B IIc und B III („Mexiko“). Im Schnitt befanden sich in diesen „Durchgangslagern“ 30.000 bis 50.000 Menschen.
In „Mexiko“ waren die Frauen in so genannten Schweizer Baracken untergebracht, die weder über Beleuchtung, Einrichtung oder Wasserzufuhr verfügten. In jeder Baracke befanden sich 1000 Frauen, die auf der Erde schlafen mussten. Sie wurden keinen Arbeitskommandos zugeteilt. Der Großteil der Frauen wurde später in den Gaskammern ermordet oder fiel den katastrophalen Lagerbedingungen zum Opfer. Andere wurden im KZ Auschwitz als Häftlinge registriert oder über Konzentrationslager im Deutschen Reich als Zwangsarbeiterinnen Rüstungsbetrieben zur Verfügung gestellt. Anfang Oktober 1944 wurden die verbliebenen 17.000 Häftlinge aus „Mexiko“ nach B IIc verlegt. Ein Arbeitskommando baute danach in „Mexiko“ die Baracken ab, die ins KZ Groß-Rosen transportiert werden sollten.